# ANOTHER STORY (Janne Da Arcのアルバム)
『ANOTHER STORY』（アナザー・ストーリー）は、日本のヴィジュアル系ロックバンド・Janne Da Arcが2003年2月13日にmotorodから発売したメジャー4枚目のオリジナルアルバムである。

## 内容
- 12枚目のシングル「Shining ray」から14枚目のシングル「霞ゆく空背にして」までの3曲（すべて原曲のまま収録）と、後に15枚目のシングルとしてカットされる「Rainy 〜愛の調べ〜」、他12曲が収録されている（曲名に"『』"の付いている3曲はインストゥルメンタル）。本作では「Rainy 〜愛の調べ〜」はおよそ8分に及ぶ大作となっている。
- 前アルバム3作は、シングルナンバーのほとんどにリミックスやアレンジが加わっていたが、本作は全てのシングルナンバーがシングルヴァージョンで収録されている。また、この後にリリースされたオリジナルアルバムに収録されたシングルナンバーも、全てシングルヴァージョンである。
- yasuの執筆した小説『ANOTHER STORY』に沿った内容になっているコンセプトアルバムである（ただし、初のコンセプトアルバムは『Dearly』であり、本作は2作目である）。また、歌詞カードでは、強調したい部分のフレーズが赤文字で書かれている。
- 本作に関して、メンバー曰くTM NETWORKのアルバム『CAROL 〜A DAY IN A GIRL'S LIFE 1991〜』の影響を受けているとのこと。
- ジャケットや挿絵は、イラストレーターの中川悠京が担当。ちなみに、2017年6月21日に発売されたyasuのソロプロジェクト・Acid Black Cherryのアルバム『Acid BLOOD Cherry』のオフィシャルヴィジュアルのコンセプトとデザインも、中川が担当している[1]。

## 収録曲
全編曲：Janne Da Arc、岡野ハジメ
1. 「1/5の音箱」 [0:44]
2. in the story [4:56]
作詞：yasu
作曲：you
ストリングスアレンジ：村山/桐山ストリングス
補ストリングスアレンジ：kiyo
3. マリアの爪痕 [4:40]
作詞・作曲：yasu

13thシングルの表題曲。
4. OASIS [4:21]
作詞：yasu、ka-yu
作曲：you
5. 赤い月 [4:00]
作詞・作曲：yasu
6. 「奪われた知恵」 [0:20]
7. suicide note [3:28]
作詞：yasu
作曲：kiyo
8. What's up! [5:02]
作詞：yasu、ka-yu
作曲：ka-yu
9. PARADISE [4:02]
作詞・作曲：kiyo
10. explosion [4:12]
作詞：yasu
作曲：you
11. 霞ゆく空背にして [3:43]
作詞・作曲：yasu

14thシングルの表題曲。
12. ヴァンパイア [4:26]
作詞・作曲：yasu
13. 「少女と氷の女王」 [0:54]
14. rasen [5:39]
作詞・作曲：yasu
15. Rainy〜愛の調べ〜 [8:02]
作詞・作曲：yasu
ストリングスアレンジ：村山/桐山ストリングス
補ストリングスアレンジ：kiyo
15thシングルの表題曲。
16. Shining ray [4:03]
作詞・作曲：yasu

12thシングルの表題曲。

## 参加ミュージシャン
Janne Da Arc
- yasu：Vocal
- you：Guitar
- ka-yu：Bass
- kiyo：Keyboards
- shuji：Drums

Additional Musician
- 岡野ハジメ：Tambourine & Additional Keyboards
- 井上あずみ：Additional Vocal (#1,13)
- 中道風花：Additional Vocal (#13)
- 平林和音：Additional Vocal (#13)

## タイアップ
- テレビ東京系列アニメ『アソボット戦記五九』第2期エンディングテーマ (#11)
- フジテレビ系列アニメ『ONE PIECE』第8期エンディングテーマ (#16)

## 小説「ANOTHER STORY」
2003年2月13日にエイベックスより単行本が発売。（2007年2月21日にアメーバブックスよりソフトカバー版として再版）
- ISBN 978-4-04-894101-3（単行本）
- ISBN 978-4-344-99049-4（再版ソフトカバー版）